# Abas
În mitologia greacă, numele Abas (în greacă:  Ἄβας; genitiv: Ἄβαντος) este atribuit mai multor personaje:
- regele ținutului Argos.
- fiul lui Poseidon și al Arethusei.
- fiul lui Lynceus și al Hypermnestrei.
- un prezicător din Argos, fiul lui Melampus și al Iphianeirei.
- unul din companionii lui Perseu.
- unul din companionii lui Diomede, preschimbat de Afrodita în lebădă.
- fiul Metaneirei, care a fost transformat de Demeter într-o șopârlă.
- apărător al cetății Theba împotriva Celor Șapte.

Numele Abas apare și în Eneida ca fiind unul din personajele:
- comandant de vas, a cărui corabie a fost naufragiată într-o furtună ce s-a abătut asupra Cartaginei.
- un oștean din Etruscia care a luptat împotriva rutulienilor (un trib italic) și a latinilor.

## Abas, fiul lui Poseidon
Abas este fiul lui Poseidon și al Arethusei. Fiind de origine tracă, fondează un trib cunoscut precum Abantieni. Abas și credincioșii săi au migrat spre insula Euboea, unde a fost desemnat rege. A fost tatăl lui Chalcodon și bunicul lui Elephenor.

## Abas, fiul lui Lynceus
Fiul lui Lynceus din familia regală al Argosului și al  Hypermnestrei, ultima dintre Danaide. Însuși Abas era al doisprezecelea rege al Argosului; numele său deriva de la un termen semitic pentru 'tată'.
Abas era un cuceritor plin de succes și fondatorul orasului Abae, Phocis, locul legendarului templu oracular al lui Apollo Abaeus și totodată al orașului pelasgic Argos in Tesalia. Când Abas îi spune tatălui său despre moartea lui Danaus, acesta este recompensat cu scutul bunicului său, care a fost închinat Herei. Se spunea că Abas era un războinic atât de temut, încât chiar și după moartea sa dușmanii casei sale regale puteau fi înlaturati la simpla vedere a scutului său.
Împreună cu soția sa Ocalea (sau Aglaea, în funcție de sursă), a avut trei fii: gemenii Acrisius (bunicul lui Perseus) și Proetus, și Lyrcos, și o fiică, Idomene. Acesta împărțise regatul între Acrisius și Proetus, cerându-le să conducă alternat, însă ei se certau încă de când erau în pântecul mamei lor.

## Abas si Demetra
Abas era fiul lui Metaneira, femeia care o găzduise pe Demetra aflată în căutarea Persefonei. Deoarece Abas a râs de faptul ca zeița băuse cu zgomot pentru a-și potoli setea, acesta a fost preschimbat într-o șopârlă.

## Abas din Argos
Abas era un prezicător din Argos, fiul lui Melampus și al Iphianeirei. Era tatăl lui Coeranus, Idmon și Lysimache.